# Adda Daouéni
Hadda Daweni est une ville de l'union des Comores, située sur l'île d'Anjouan. En 2010, elle est la huitième ville la plus peuplée de l'île avec 11 165 habitants.